# Dioxys rotundata
Dioxys rotundata är en biart som beskrevs av Pérez 1884. Dioxys rotundata ingår i släktet Dioxys och familjen buksamlarbin. Inga underarter finns listade i Catalogue of Life.